# AH Virginis
AH Virginis är en dubbelstjärna i norra delen av stjärnbilden Jungfrun. Den har en högsta skenbar magnitud av ca 9,18 och kräver åtminstone en stark handkikare eller ett mindre teleskop för att kunna observeras. Baserat på parallax enligt Gaia Data Release 3 på ca 9,7 mas, beräknas den befinna sig på ett avstånd på ca 338 ljusår (ca 104 parsek) från solen. Den rör sig bort från solen med en heliocentrisk radialhastighet på ca 7 km/s. O J Eggen noterade 1969 stjärnan som en trolig medlem av Wolf 630-gruppen av stjärnor med gemensam egenrörelse.

## Egenskaper
Primärstjärnan AH Virginis A är en gul till vit stjärna i huvudserien av spektralklass G8 V. Den har en massa som är ca 1,4 solmassa, en radie som är ca 1,4 solradie och har ca 1,86 gånger solens utstrålning av energi från dess fotosfär vid en effektiv temperatur av ca 5 300 K.
År 1905 identifierades AH Viriginis som en optisk dubbelstjärna av W J Hussey, med en vinkelseparation av 1,27 bågsekund vid en positionsvinkel på 15,2°. Gaia Data Release 3-astrometri för följeslagaren AH Viriginis B är potentiellt opålitlig men visar en liknande parallax och egen rörelse som AH Virginis A. Följeslagaren är en gul till vit stjärna i huvudserien med en massa som är ca 0,41 solmassor, en radie som är ca 0,83 solradier och har ca 0,63 gånger solens utstrålning av energi från dess fotosfär vid en effektiv temperatur av ca 5 700 K.
AH Viriginis har visats vara en W Ursae Majoris-variabel med en omloppsperiod av 9,78 timmar och en beräkning av omloppselementen visar att den är en förmörkelsevariabel.

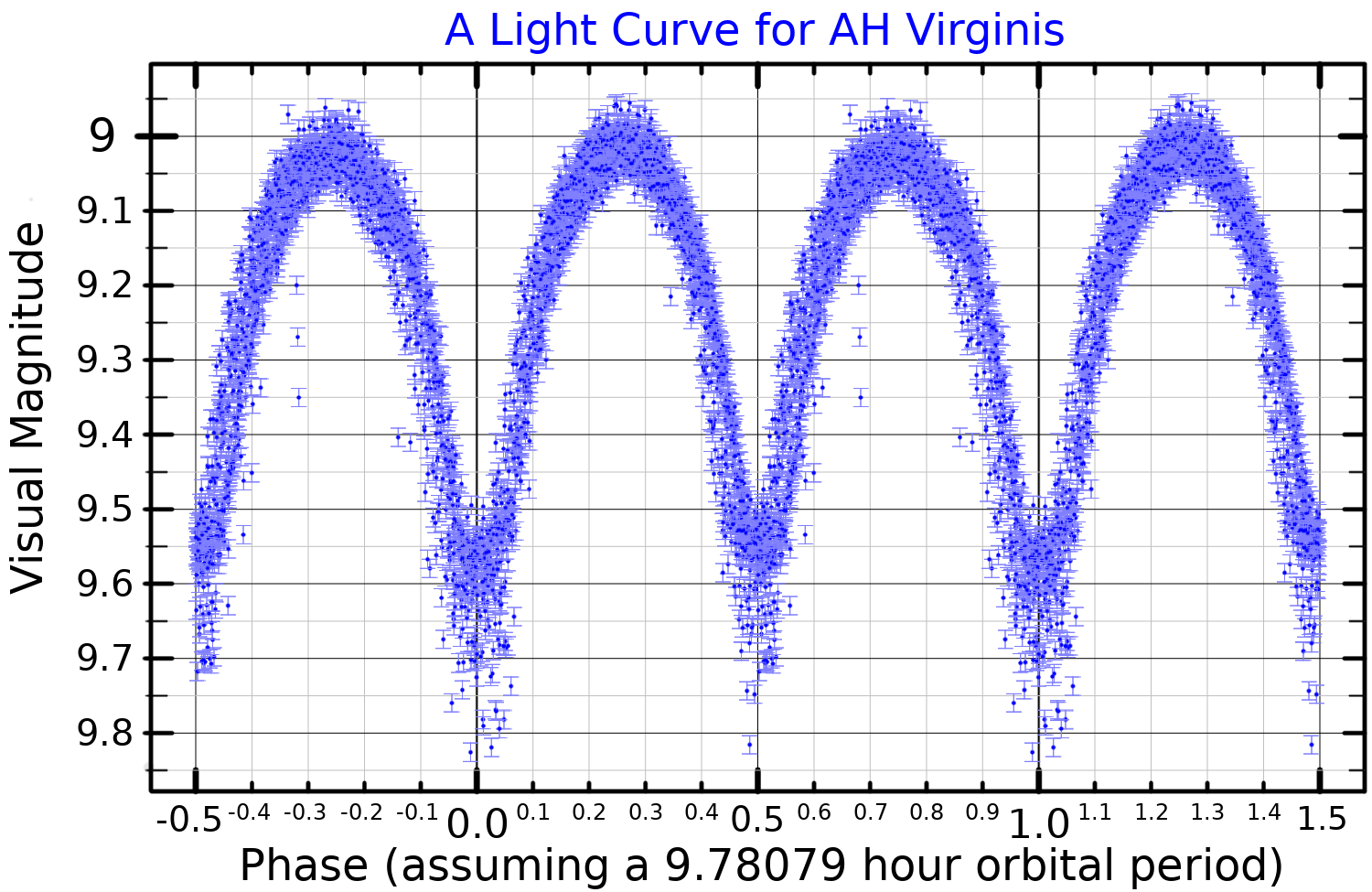
Ljuskurva i det synliga bandet för AH Virginis, plottad från INTEGRAL-OMC-data.

År 1960 tolkade L. Binnendijk den speciella formen på ljuskurvan för AH Virginis som att den berodde på ett underlysande område på primärstjärnan. Flera observatörer noterade frekventa förändringar av ljuskurvan och perioden över tid, och 1977 fann G A Bakos emission i kalcium K-linjen som antydde att massöverföring äger rum. Amplituden för dessa förändringar jämfört med den totala ljusstyrkevariationen är bland de största kända bland W Ursae Majoris-variablerna. Den primära förmörkelsen är total med en varaktighet på cirka 43 minuter. Det föreslogs 1991 att de observerade variationerna i ljuskurvan kan orsakas av magnetisk aktivitet och magnetisk interaktion mellan komponenterna.
Paret visar en stark nivå av magnetisk aktivitet, där primärstjärnan är den mer aktiva komponenten. Den genomsnittliga magnetiska fältstyrkan för beräknas till 1,487  kGauss. Den cykliska variationen i omloppsperioden kan vara relaterad till aktiviteten hos primärstjärnan.